# 통합지리학

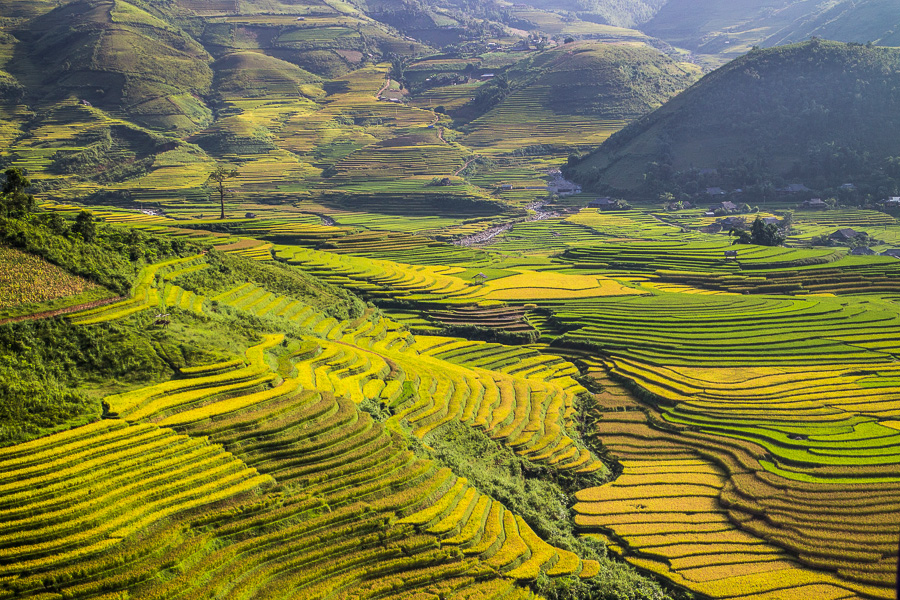
베트남 옌바이성 무캉차이(Mù Cang Chải) 지구에 위치한 계단식 논

통합지리학(integrated geography), 환경지리학 또는 인간-환경 지리학은 인간 개인 또는 사회와 자연 환경 간의 상호 작용의 공간적 측면을 기술하고 설명하기 위해 인문지리학 및 자연지리학의 분기가 겹치는 곳이다. 인간-환경 결합 시스템이라 불린다.

## 기원
이를 위해서는 물리적 지리학의 역학뿐만 아니라 인간 사회가 환경(인문지리학)을 개념화하는 방식에 대한 이해가 필요하다. 따라서 어느 정도는 물리인류지리학(Physische Anthropogeographie, 1924년 빈 대학의 지리학자 알브레히트 펭크가 만든 용어)와 지리적 문화 또는 인간 생태학(Harlan H. Barrows, 1923)을 계승한 것으로 볼 수 있다.